# Sjepsi (site)
Sjepsi is een megalithische graftombe behorend tot de Novosvobodnajacultuur uit de vroege bronstijd. Het werd in 2012 ontdekt in het rivierbed van de Sjepsi, op het grondgebied van het gelijknamige dorp in de kraj Krasnodar. In het graf bevonden zich de skeletresten van ongeveer 20 mensen en meerdere grafgiften, evenals voorwerpen die door het water waren aangevoerd. C14-datering toonde aan dat de vondsten ongeveer 5000 jaar oud waren.

## Geschiedenis van de ontdekking
Begin juni 2012 ontdekten plaatselijke kinderen een "hunebed" op de rechter overstroomde lage oever van de Sjepsi, feitelijk in de rivierbedding. De rivier spoelde de grond weg en de dorpsbewoners zagen het bovenste deel van het bouwwerk, botten en fragmenten van aardewerk. Er was geen deksteen, mogelijk werd deze later stroomafwaarts gevonden. Iets hoger, op het tweede rivierterras, staan verschillende al langer bekende klassieke hunebedden. Er werd ook een oude nederzetting ontdekt met lagen van de Novosvobodnajacultuur en Dolmencultuur van de Westelijke Kaukasus. Plaatselijke bewoners groeven de vindplaats enigszins op, maar namen ook enige beschermende maatregelen. Hoewel niemand twijfelde aan de ouderdom van de stoffelijke resten, nam de politie enkele botten mee voor onderzoek. Naast de verplaatsing van artefacten en enkele steenplaten, ontbraken er toen de archeologische expeditie arriveerde ook enkele voorwerpen, waaronder een stenen bal. Deze laatste werd weliswaar in de buurt gevonden maar was hoogstwaarschijnlijk van natuurlijke oorsprong, aangezien soortgelijke stenen vaker in bergrivieren worden aangetroffen.

## Beschrijving
Het Sjepsi-graf heeft een trapeziumvormig bovenaanzicht en rechthoekige voorkant. De oorspronkelijke profielvorm en hoogte zijn niet bekend, aangezien ongeveer 30 cm van de bovenkant door de rivier was verwoest. De ingang was op het zuidoosten gericht. Het graf was opgebouwd uit vrij dunne stenen platen waarvan het oppervlak gedeeltelijk bewerkt was, maar geen groeven had. De portaalplaat heeft een afgerond vierkant zielengat van 45x45 cm, met een diepe groef langs de rand, die tamelijk rechthoekig van vorm is. Het kon worden afgesloten met een dunne plaat. De vloer van de kamer is geplaveid met kleine platen. Aan de portaalzijde zijn nog twee platen bevestigd die een doorgang door een dijk van rotsblokken vormen. Er is geen fundering onder de constructie en de platen van de muren zijn tot verschillende diepten uitgegraven. Alleen onder de portaalplaat bevindt zich een nivellerende aanvulling gemaakt van kleine stenen. Volgens alle aanwijzingen was dit een ondergronds graf dat instabiel was zonder steun van buitenaf. Het graf bevond zich oorspronkelijk op een rivierterras en onder een heuvel.
Nadat het rivierpeil was gestegen, werden het graf en de nederzetting bedekt met een laag riviersedimenten van 2-3 m dik. Het terrein was tot 2010 begroeid met struiken en bomen, tot het door de rivier werd weggespoeld.
In het graf lagen de stoffelijke resten van ongeveer twintig mensen van verschillende leeftijden en geslachten. De doden werden begraven na een tussenpoos waarin de weefsels gedeeltelijk of volledig ontbonden. Wetenschappers konden alleen van de twee vroegste skeletten de oorspronkelijke begrafenispositie vaststellen: ze lagen op hun rechterkant, sterk gebogen, met hun hoofd naar de ingang gericht.
In de grafkamer werden fragmenten gevonden van vijf aardewerken vaten (twee kopjes, een pot en een kom), een klein bronzen mes, een spiraalring, fragmenten van hoornpinnen, een benen pijlpunt, een kiezelsteenhanger en verschillende sprongbenen van schapen. Er werd ook een ijzeren pijlpunt gevonden, die niet tot de inventaris behoorde maar door de rivier was aangevoerd.

## Datering en aansluiting
Op de in het graf gevonden skeletresten werd een koolstofdatering uitgevoerd. Volgens deze werd er ongeveer 300 jaar lang begraven, ongeveer tussen 3.300 en 2.900 v.Chr. Na 500 jaar werd de grafheuvel bedekt met een cultuurlaag die dateert uit de periode 2.500-2.400 v.Chr. Alle grafgiften behoren tot de Novosvobodnajacultuur. De meeste architectonische kenmerken van het graf, behalve het trapeziumvormige plan en de open doorgang in de steenhoop, komen overeen met de reeds bekende Novosvobodnaja-monumenten. Ook de oriëntatie van het graf en de skeletten bevestigen dit. Sommige kenmerken die inherent zijn aan de eigenlijke dolmencultuur suggereren een overgangsfase of culturele invloed.
De meest nabije analogen van het Sjepsi-graf zijn het ook in de rivierbedding ontdekte Psybe-graf en twee graven met één kamer onder heuvels in het Klady-gebied, allemaal behorend tot de Novosvobodnajacultuur. Tegelijkertijd hebben ze, net als het Sjepsi-graf, ook tekenen van de volgende periode: de midden-bronstijd, dat wil zeggen de invloed van de dolmencultur.